# Vékonycsíkos mongúz
A vékonycsíkos mongúz (Mungotictis decemlineata) az emlősök (Mammalia) osztályába, a ragadozók (Carnivora) rendjébe és a  madagaszkári cibetmacskafélék (Eupleridae) családjába tartozó Mungotictis nem egyetlen faja.

## Elterjedése
A vékonycsíkos mongúz Madagaszkár nyugati és délnyugati részein fordul elő. Elterjedési területének északi határa a Tsiribihina folyó, míg délen a Manombo folyó vidékig él. Dús aljnövényzetű lombhullató erdők lakója.

## Alfajai
Két alfaja ismert. Az alapfaj, a Mungotictis decemlineata decemlineata alfaj háta világosabb és csíkjai kevésbé feltűnőek, mint a Mungotictis decemlineata lineata alfajéi.

## Megjelenése
Testhossza 26-35 centiméter, farokhossza 23-27 centiméter, súlya 450-750 gramm.
Szőrzete szürkés színű. A hátán és az oldalán 8-10 keskeny, sötét csík látható, melyről nevét is kapta.
Hasa és lábai egyszínű szürkés bézs árnyalatúak. Bozontos farka szürkés színű. Lábai rövidek.

## Életmódja
Elsősorban nappali életmódú faj, de néha éjszaka is táplálék után indul. Mind a talajon, mind a fákon otthonosan mozog és kiváló úszó is.
Pihenőhelyül hangyavárakba, ledőlt öreg fatörzsek alá vagy alacsonyan fekvő faodvakba húzódik. A pihenőhelyeinek kiválasztásban szezonális jelleg figyelhető meg: míg az esős időszak során elsősorban alacsonyan fekvő faodvakban szeret tartózkodni, addig a hűvösebb száraz évszak során főleg talajban levő lyukakba húzódik előszeretettel.
Egy-egy búvóhelyet nem használ huzamosabb ideig, mivel ott felszaporodnak az élősködői és jellegzetes szaga miatt ellenségei is könnyebben rátalálnának.
Csapatban élő faj, melynél komplex társadalmi viselkedés figyelhető meg.  Egy-egy csoportot többnyire három-öt felnőtt állat és kicsinyeik alkotnak. Minden csapatot a domináns nőstény egyed vezeti. A párzási időszak után a kifejlett hímek elhagyják a csoportot, a fiatalok felnevelésében nem vesznek részt és az év többi részében magányos életmódot folytatnak.
Az élelemben szegény, hűvösebb száraz időszakokban a csapatok kisebbek lesznek, apróbb részekre bomlanak fel.
Egy-egy csapat territóriuma 13 és 25 hektár közötti méretű lehet, a hely táplálékellátottságának megfelelően. A csapat tagjai revírjük határait illatanyagaikkal jelölik meg.

## Táplálkozása

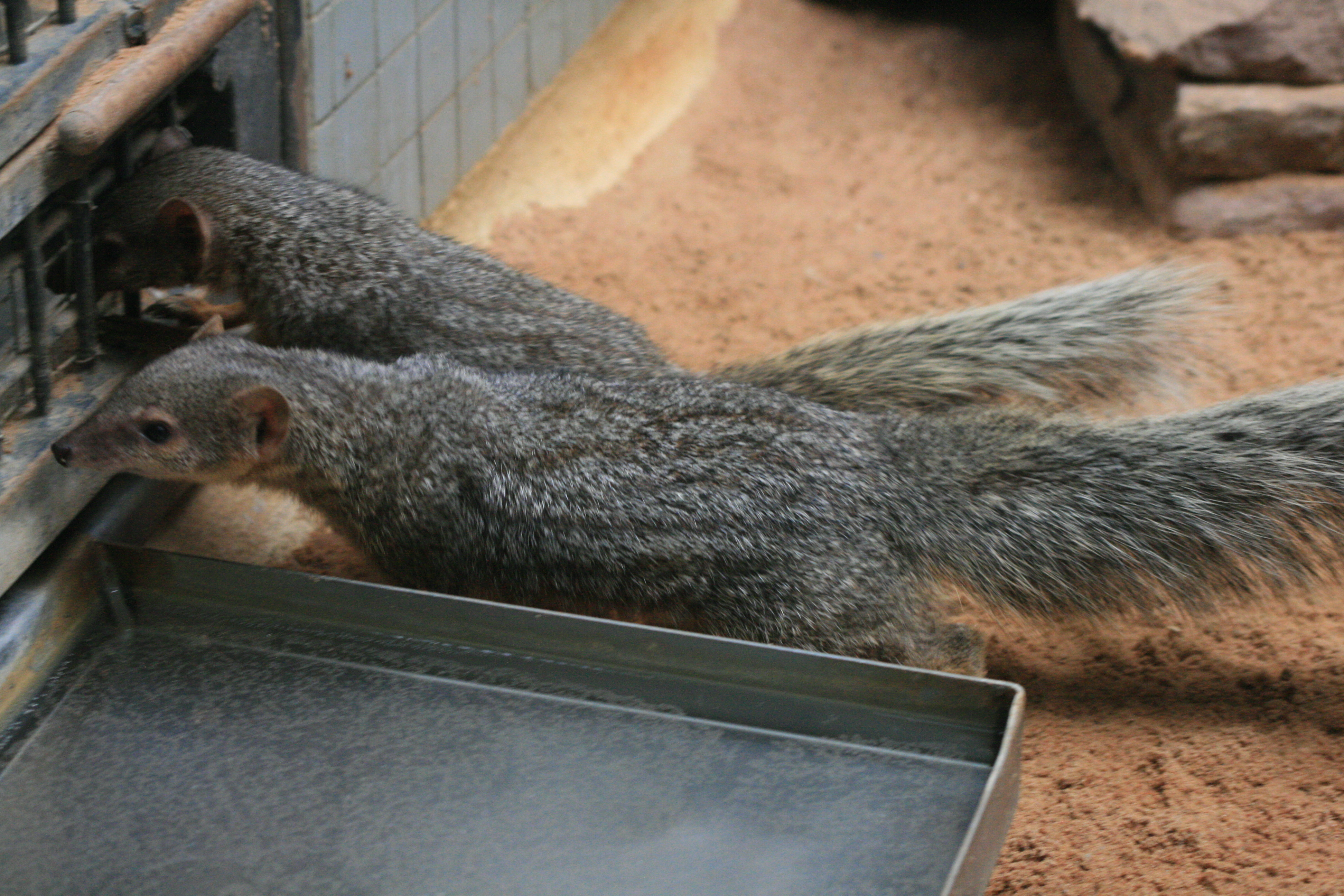

A vékonycsíkos mongúz elsősorban ízeltlábúakkal táplálkozik. Főleg a száraz időszakban játszanak ezek fontos szerepet táplálkozásukban, ilyenkor többnyire a vastag avarréteg közül ássák elő a rovarokat és azok lárváit.
Emellett apróbb gerinceseket, így rágcsálókat, tanrekféléket, kisebb földön fészkelő madarakat és azok tojásait és hüllőket is fogyaszt.

## Szaporodása
Párzási időszaka szezonális, többnyire augusztus és szeptember hónapokban van. Ilyenkor a hím a nőstény üregének bejáratánál várakozik. A nőstény először igen agresszívan viselkedik a hímmel szemben és igyekszik elűzni azt. Végül néhány óra múlva dühe elpárolog és beengedi a hímet az üregbe, ahol párosodnak.
A csoport domináns nőstényénél többnyire valamivel előbb jelentkezik ez a megengedőbb viselkedésforma, mint az alárendelt nőstényeknél, így szinte mindig az ő kicsinyei születnek meg először.
A nőstény 90-105 napos vemhesség után egyetlen 50 grammos utódot hoz a világra. A fiatal mongúz már a születését követő napon tud járni és 15 napos korában már szilárd táplálékot fogyaszt. Felnőtt méretét két hónapos korába éri el. Ezután még egy ideig szülőcsoportjában marad. Ivarérettségét kétéves korára éri el.

## Természetvédelmi helyzete
A vékonycsíkos mongúzt olyan háborítatlan erdőkben szeret élni és a zavarásra elég érzékenyen reagál.
Fő veszélyeztető tényezői az erdőirtás és az elvadult kutyák.
A Természetvédelmi Világszövetség mindezek miatt a „veszélyeztetett” kategóriába sorolja a fajt.

## Fordítás
- Ez a szócikk részben vagy egészben  a   Schmalstreifenmungo című német Wikipédia-szócikk ezen változatának fordításán alapul.  Az eredeti cikk szerkesztőit annak laptörténete sorolja fel. Ez a jelzés csupán a megfogalmazás eredetét és a szerzői jogokat jelzi, nem szolgál a cikkben szereplő információk forrásmegjelöléseként.